# Amelie Ernst
Amelie Ernst (* 1977 in Celle) ist eine deutsche Radiojournalistin.

## Leben
Sie studierte Geschichte, Politikwissenschaft und Journalistik an der Universität Leipzig. 2011 erhielt sie den Kurt-Magnus-Preis der ARD sowie den KAUSA-Medienpreis des Bundesministeriums für Bildung und Forschung. Für ihre Reportage-Serie „Europa in Seenot“ wurde sie 2018 mit dem AMIKO-Medienpreis für Vielfalt ausgezeichnet.
Ernst arbeitet als Moderatorin und Reporterin beim Rundfunk Berlin-Brandenburg, insbesondere als landespolitische Korrespondentin für Brandenburg von radioeins und rbb24 Inforadio. Bei radioeins moderiert sie gelegentlich u. a. die Sendung „Der schöne Morgen“. Außerdem ist sie Trainerin für Radio-Reportage, Kollegengespräch und Bericht an der EMS Electronic Media School. Sie lebt in Potsdam.